# Muchtar Pakpahan

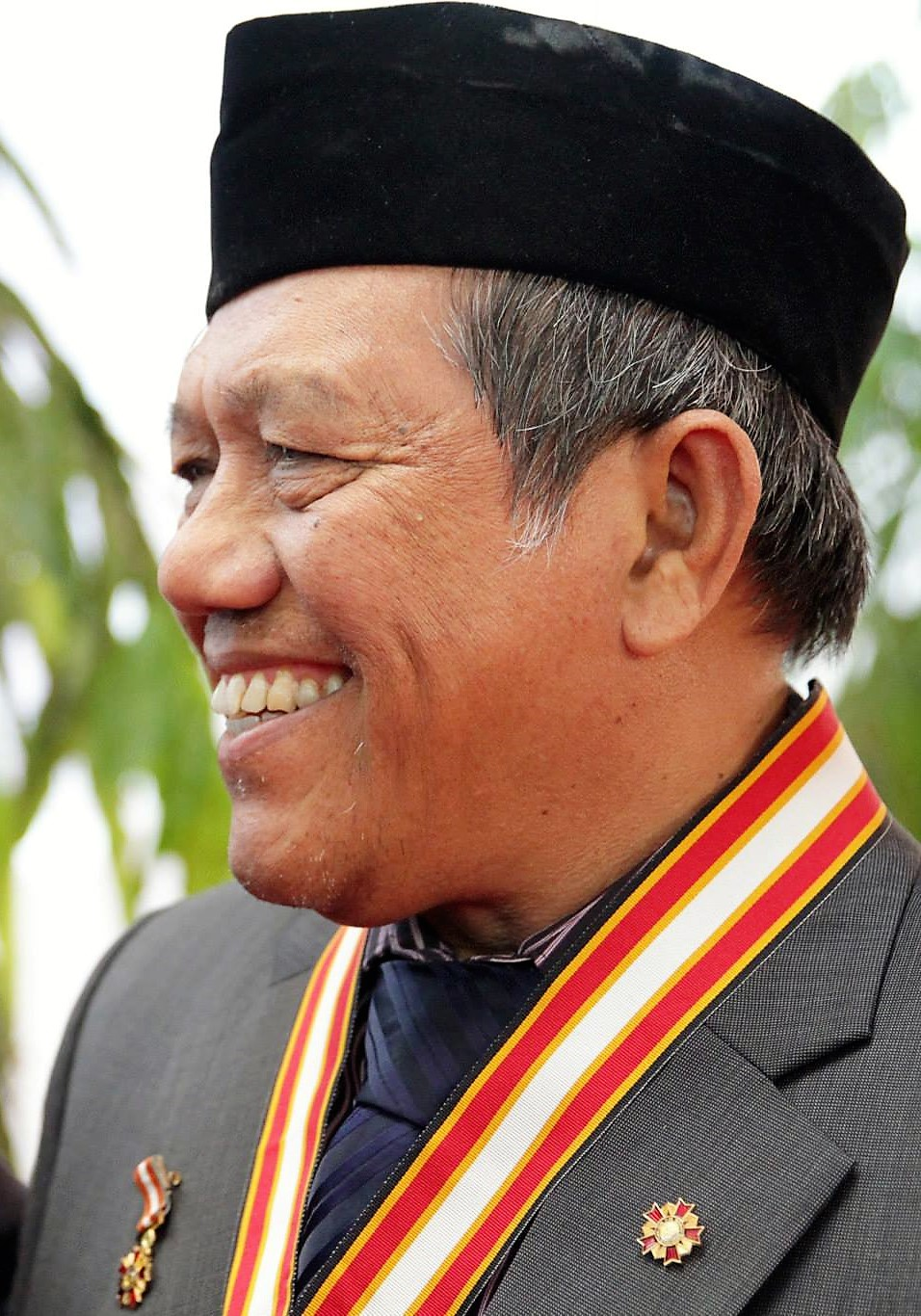
Muchtar Pakpahan (2014)

Muchtar Bebas Pakpahan (* 21. Dezember 1953 in Bah Jambi II, Tanah Jawa, Simalungun, Nordsumatra, Indonesien; † 21. März 2021 in Jakarta) war ein indonesischer Gewerkschaftsführer, der die erste unabhängige Gewerkschaft des Landes gegründet hat. Er war als Rechtsanwalt in der Anwaltskanzlei Muchtar Pakpahan Associates tätig und lehrte an der Juristischen Fakultät der Universitas Kristen Indonesia (UKI).

## Werdegang
Muchtar Pakpahan war der Sohn von Sutan Johan Pakpahan und Victoria Silalahi. Der Vater war Farmarbeiter, der zum erfolgreichen Manager der Plantage des Dorfes wurde. Nach Abschluss der High School inspirierte ihn der Malari incident, eine studentische Revolte von 1974, aktiv in christlichen Jugendorganisationen zu werden, wie dem Studentensenat der Rechtsfakultät der Universität Nordsumatra und dem Vorstand der Indonesischen Christlichen Studentenbewegung in Medan. 1978 schloss Muchtar Pakpahan das Studium ab und legte gegenüber Gott zwei Eide ab. Er wollte den Rest seines Lebens verwenden, um die Armen zu verteidigen und Recht zu tun und seinen Sohn zum Priester machen.
Muchtar Pakpahan eröffnete eine Anwaltskanzlei in Medan. Die meisten seiner Klienten waren kleine und arme Leute, wie Arbeiter und Bauern. Muchtar Pakpahan machte kaum Gewinne aus diesen Fällen, was ihm den Vorwurf einbrachte, Kommunist zu sein.

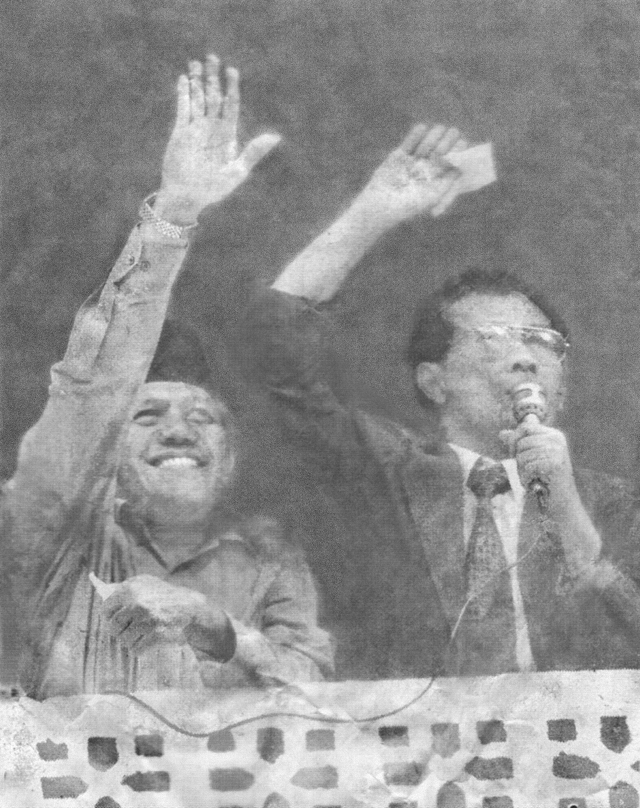
Muchtar Pakpahan und Sri Bintang Pamungkas nach der Entlassung aus dem Gefängnis, fünf Tage nach Suhartos Rücktritt.

Nach dem Santa-Cruz-Massaker in Osttimor ergriff Muchtar Pakpahan auch für das von Indonesien seit 1975 besetzte Land Partei. 1995 veröffentlichte er sein Buch „The Portrait of Indonesia“, in dem er über die Situation in Osttimor berichtete.
1992 gründete Muchtar Pakpahan die einzige unabhängige Gewerkschaft des Landes, die Indonesian Workers Welfare Union. Bis 2003 war er ihr Vorsitzender. Weil Muchtar Pakpahan einen Streik organisiert haben soll, wurde er 1994 inhaftiert. Am 20. Mai 1995 wurde er wieder freigelassen. Er gab an, während seiner Zeit im Gefängnis von den Wachen geschleift, ausgezogen und mit dem Tod bedroht worden zu sein. 1996 wurde Muchtar Pakpahan wegen „subversiver Aktivitäten“ erneut inhaftiert, gehörte aber am 26. Mai 1998, nach dem Rücktritt des Diktators Suharto, zu den ersten politischen Gefangenen, die entlassen wurden. In der Haftanstalt Cipinang war Muchtar Pakpahan auch mit dem Führer der osttimoresischen Widerstandsbewegung Xanana Gusmão eingesperrt.

## Familie
Muchtar Pakpahan war ab dem 17. November 1979 mit Rosintan Marpaung verheiratet, einer Lehrerin der staatlichen Hochschule in Jakarta. Sie war die Tochter von Nicolaus Marpaung, einem Polizisten im Ruhestand, und Maria Pasaribu. Die Tochter Ruth Damai Hati (Iyuth) wurde 1985 geboren. Der Sohn Binsar Pakpahan wurde Pfarrer, der andere Sohn Johannes Darta, ein Anwalt.
Muchtar Pakpahan hatte eine Schwester und drei Brüder.

## Auszeichnungen
2014 erhielt Muchtar Pakpahan von Osttimors Präsident Taur Matan Ruak die Medal des Ordem de Timor-Leste.